# Schloss Philippsfreude

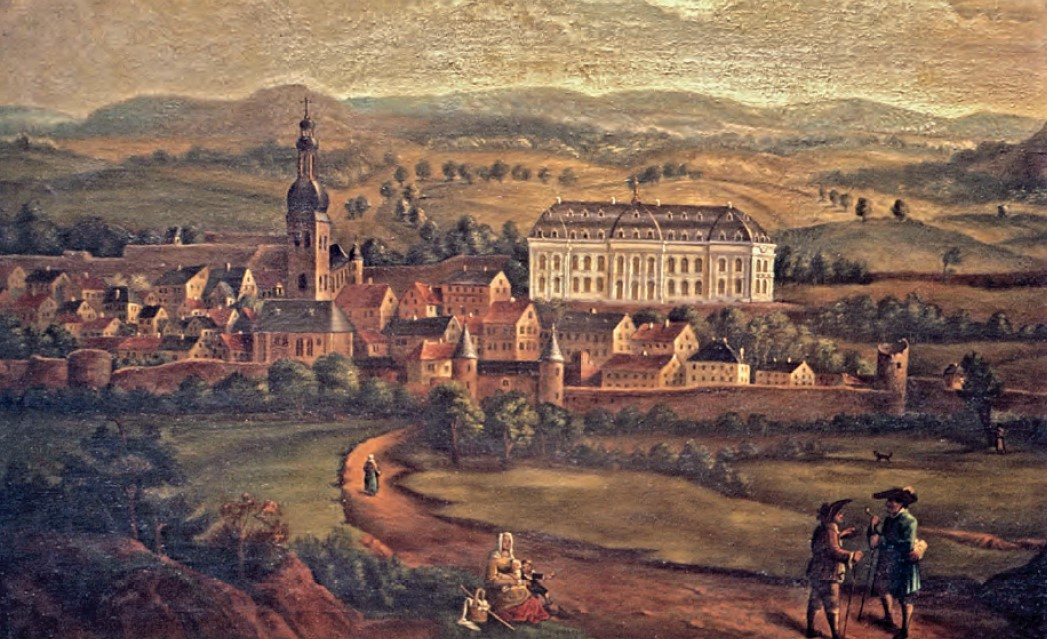
Schloss Philippsfreude rund 1760

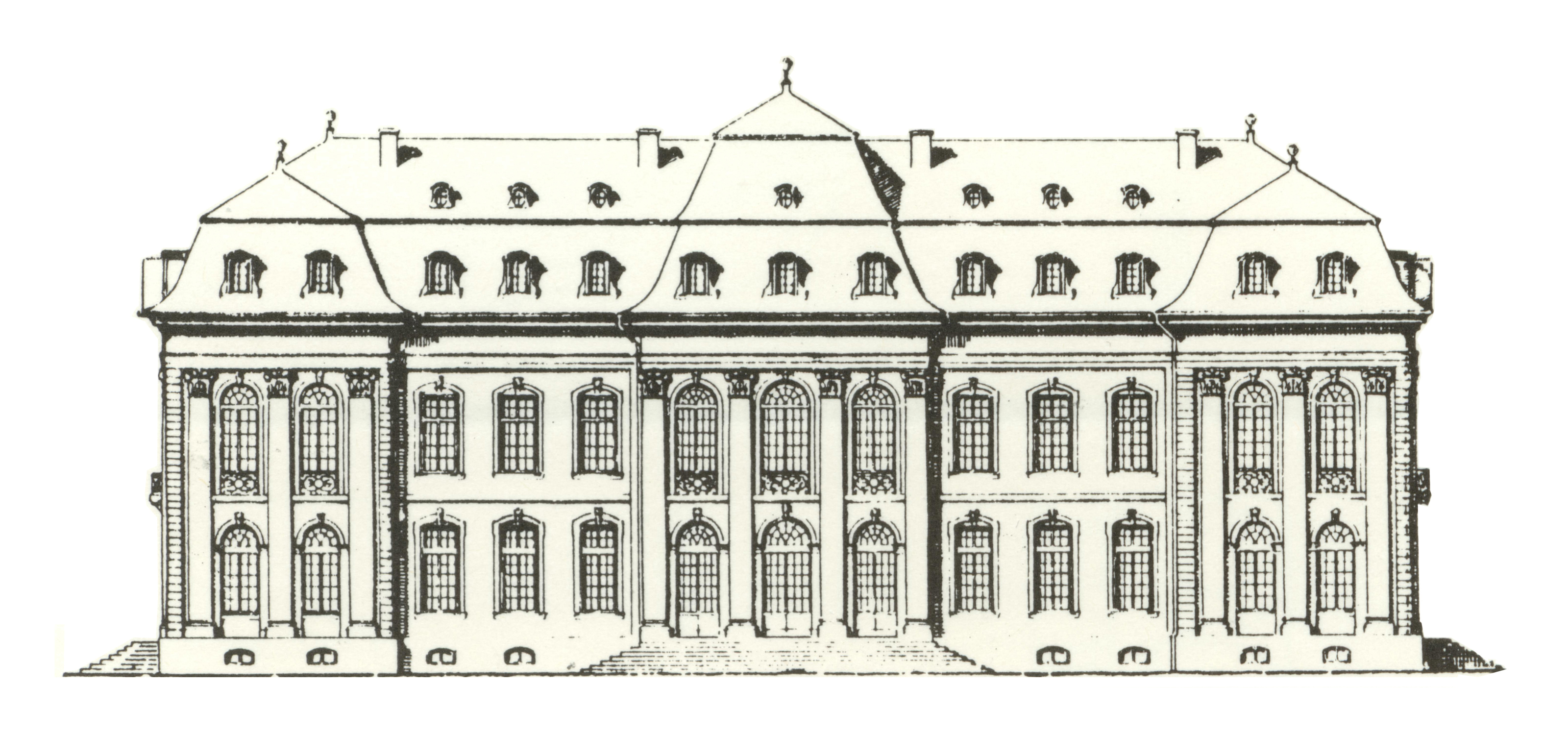
Skizze des Schloss Philippsfreude

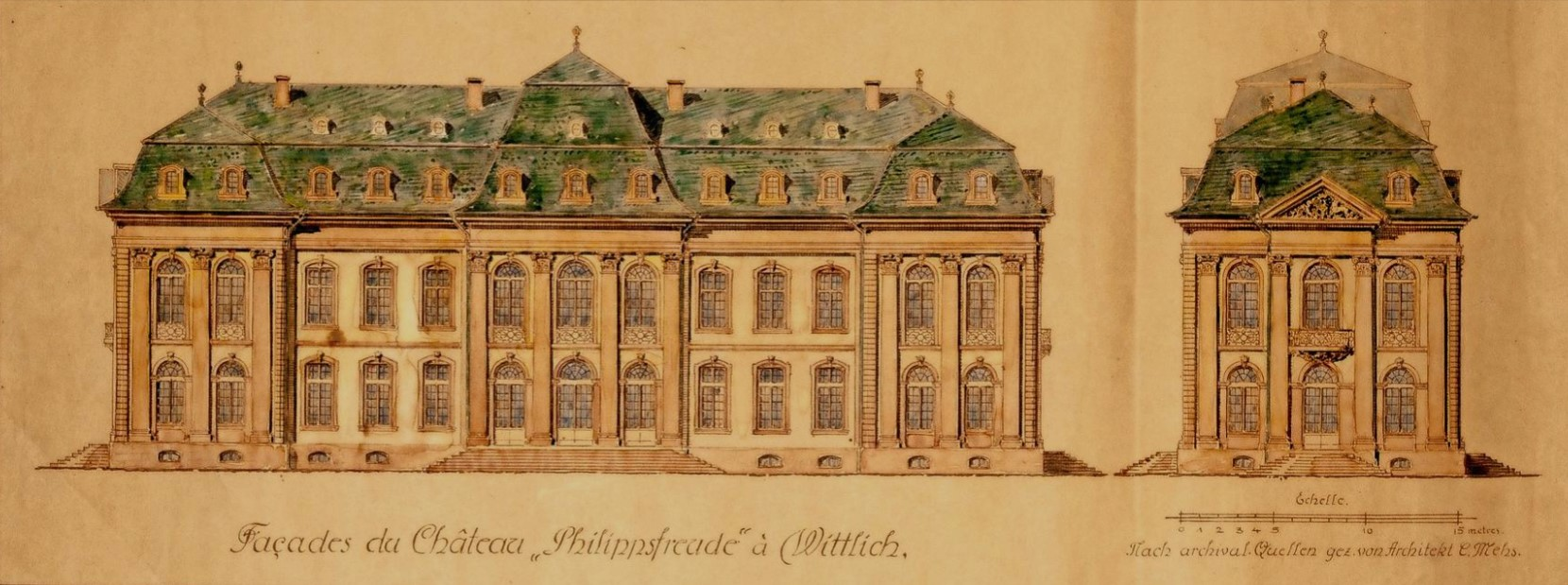
Rekonstruktion von Schloss Philippsfreude durch Claus Mehs

Schloss Philippsfreude war ein Rokoko-Schloss in Wittlich in Rheinland-Pfalz, Deutschland. Es diente als Jagd- und Sommerschloss für die Kurfürsten von Trier. 1797 wurde es von französischen Revolutionstruppen zerstört. Heute ist von ihm nichts mehr übrig.

## Geschichte
Werner von Falkenstein, Kurfürst und Erzbischof von Trier, errichtete 1402 eine Burg in Wittlich, genannt Burg Ottenstein. Die Burg wurde bis in das 18. Jahrhundert hinein mehrfach umgebaut und renoviert. Die Kurfürsten nutzten die Burg als Jagdschloss. 1761 ließ Kurfürst und Erzbischof Johann IX. Philipp von Walderdorff die Burg abreißen, um sie durch ein neues Schloss an gleicher Stelle, Schloss Philippsfreude, zu ersetzen. Der Architekt war Jean Antoine, der dem Hofbaumeister Johannes Seiz vorgezogen wurde. Die Grundsteinlegung fand am 29. März 1762 in Anwesenheit des Kurfürsten statt. Der Bau des Schlosses dauerte nur eineinhalb Jahre und wurde 1763 fertiggestellt.
Der Palast wurde im Stil des französischen Rokoko entworfen. Es wurde 1794 von französischen Revolutionstruppen zerstört. Danach wurden die Steine bis 1804 verkauft.
An das Schloss erinnert heute nur noch der Name des Platzes: „Schlossplatz“.